# Cantonul Bain-de-Bretagne
Cantonul Bain-de-Bretagne este un canton din arondismentul Redon, departamentul Ille-et-Vilaine, regiunea Bretania, Franța.

## Comune
- Bain-de-Bretagne (reședință)
- Crevin
- Ercé-en-Lamée
- Messac
- La Noë-Blanche
- Pancé
- Pléchâtel
- Poligné
- Teillay